# Вербена
Вербе́на (Verbéna) — рід рослин родини вербенових, нараховує понад сотню видів, поширених майже по всьому світу. Корінними жителями України є два види: вербена лікарська (Verbena officinalis) і вербена лежача (Verbena supina).

## Ботанічний опис

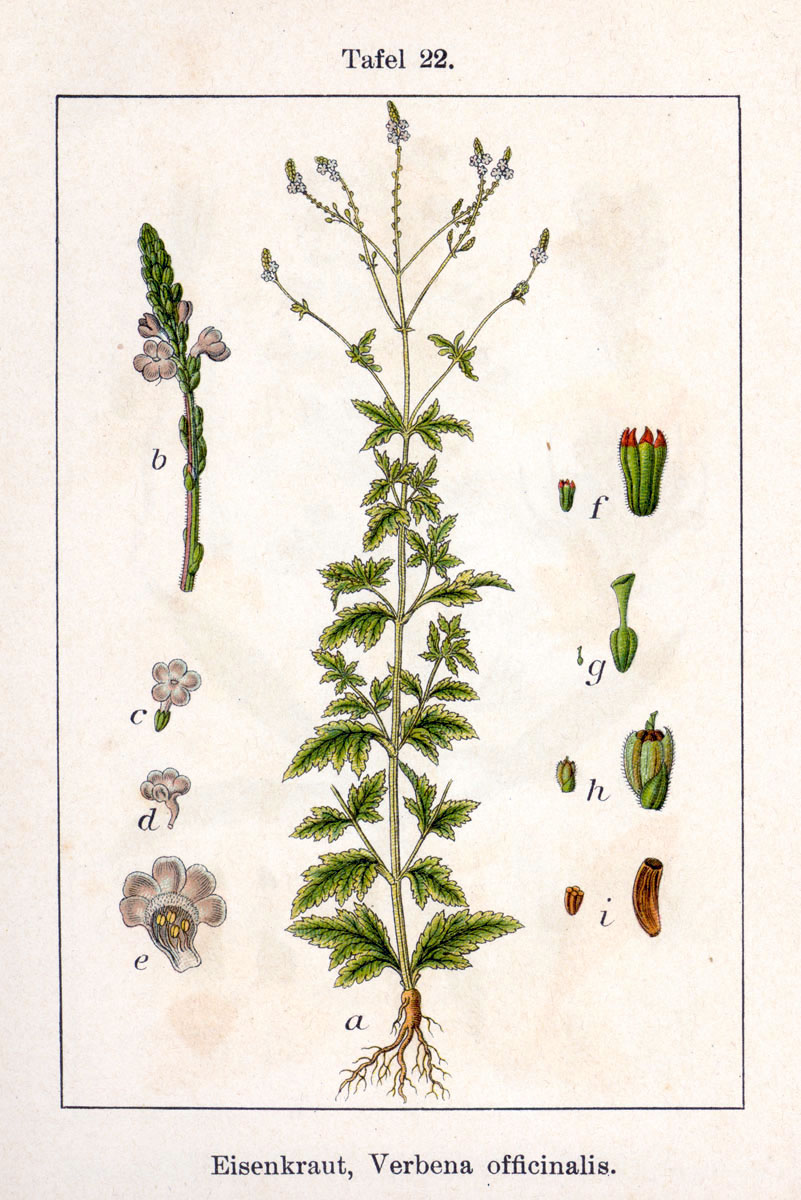
Вербена лікарська.
Ботанічна ілюстрація Якоба Штурма з книги «Deutschlands Flora in Abbildungen», 1796.

Однорічні або багаторічні трав'янисті або напівчагарникові рослини висотою до 1 м. Стебло чотиригранне, прямовисне, розпростерте або стелиться, запушені.
Листки супротивні, рідко кільчасті чи почергові, видовжено-овальні, темно-зелені, запушені, зубчасті, перисто-надрізані або розсічені, іноді цільні.
Квітки дрібні, 1,5—2,5 см в діаметрі, сидячі, з 5-зубчастою чашечкою, лійчастим, майже двогубим 5-ти лопатевим віночком, зібрані по 1930—1950 в кінцеві щиткоподібні або волотеподібні суцвіття, колоски або китиці, зрідка пазушні. Вербена має великий спектр забарвлення: біла, жовта, рожева, яскраво- та темно-червона, лососева, блакитна і темно-синя. Квіти можуть бути однокольорові, а також з білим або кремовим очком.
Плід — світло-коричневий або зеленуватий збірний горішок, розпадається на чотири частини. У грамові ваги міститься до 1300 насінин.
Цвіте з червня до жовтня.

## Поширення та екологія
Більшість видів росте в Новому Світі, від Канади до Чилі; три види росте в Старому світі — від Європи до Африки та Японії; в Австралії природно росте один вид — вербена лікарська.
Рослина світлолюбна і теплолюбна, краще росте й цвіте на сонячних теплих місцях, на добре удобреному пухкому ґрунті, цілком посухостійка, переносить легкі заморозки до −2 … −3 °C.

## Застосування та значення
Багато видів, гібриди та культивари вербени, особливо південноамериканського походження і найчастіше довго квітучі однорічники різноманітного забарвлення, широко використовуються у квітникарстві.
У медицині вербена лікарська застосовувалася для стимулювання апетиту.
Коріння вербени лікарської застосовуються при маринуванні огірків для додання їм особливого аромату.
Найчастіше вербену лікарську використовують як медоносну рослину.

## Вербена у кіно
Вербена використовувалась як знесилююча речовина для вампірів у американському серіалі "Щоденники вампіра".

## Етимологія назви
Українська назва запозичена з латини. Етимологічно пов'язана з праслов'янським «верба», споріднене з литовськими й латиськими назвами на позначення прута, лозини, ціпка й походить від індоєвропейського "ver- — «крутити, гнути».